# Минго (окръг, Западна Вирджиния)
Окръг Минго (на английски: Mingo County) е окръг в щата Западна Вирджиния, Съединени американски щати. Площта му е 1098 km², а населението – 26 103 души (2012). Административен център е град Уилиямсън. Името на окръга идва от названието на индианско племе със същото име.